# Данська мова
Да́нська мо́ва (дан. dansk) — мова данців, одна зі скандинавських мов. Поширена переважно в Данії і північній Німеччині. Загальне число мовців — близько 5,7 млн осіб. Для позначення сучасної данської мови (з 1920 року) використовують термін nudansk.

## Класифікація

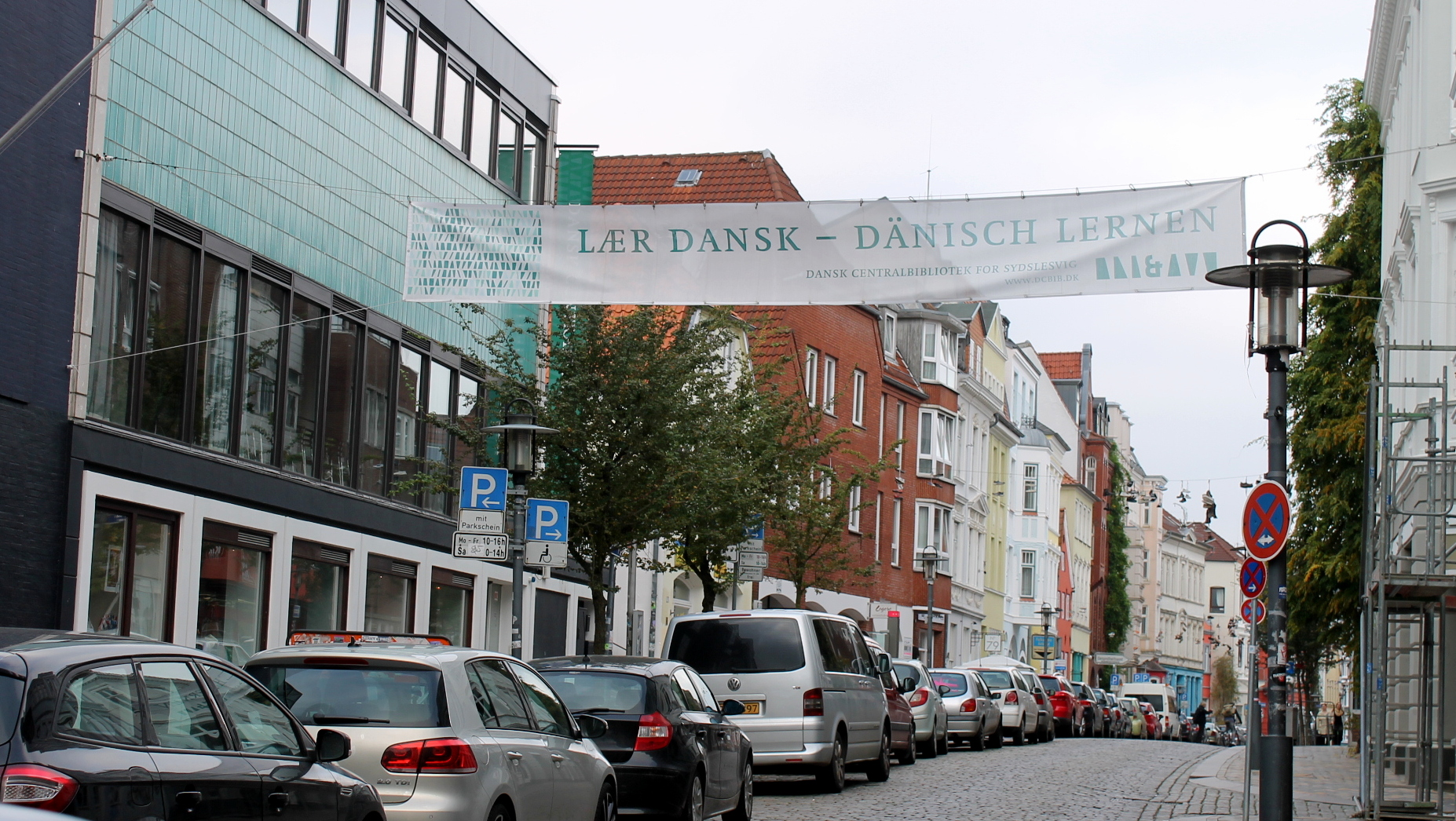
Вивчай данську баннер в Фленсбурзі, Німеччина

Данська мова належить до північногерманської, або скандинавської, підгілки германської гілки індо-європейської мовної сім'ї, в яку крім данської входять шведська, норвезька, ісландська та фарерська мови. Серед скандинавських данську, разом із норвезькою та шведською відносять до континентальних на противагу острівним — ісландській та фарерській. Відмінними ознаками континентальних мов є спрощення системи відмінювання слів та значна роль запозичень у словотворенні. Носії континентальних скандинавських мов відносно легко розуміють один одного як при усному спілкуванні, так і письмово.

## Історія
Як і шведська, норвезька, фарерська та ісландська, данська мова походить від давньоскандинавської мови, рунічні написи якою датуються 3-м століттям н. е. В епоху вікінгів (бл. 800—1050 рр.) в мові відбулися значні зміни. Вони привели до появи відмінностей між східноскандинавськими, від яких і утворилися данська, шведська, і західноскандинавськими діалектами, з яких утворились норвезька нюноршк, фарерська та ісландська мови.
В історії данської мови виділяють три періоди: загальноскандинавська мова-основа (3—9 ст.), давньоданська мова (9-16 ст.) і новоданська мова (з 16 ст.), що включає сучасну данську мову (20 ст.).
Шведський мовознавець Еліас Вессен писав, що «з історичної точки зору всі скандинавські говірки були однією мовою, що змінювалась географічно». У 9 ст. з загальноскандинавської мови-основи виділилися три гілки, одна з яких і утворила власне данську мову, але до початку 13 ст. всі скандинавські говірки називалися їхніми носіями «наша мова» або позначалися назвою dönsk tunga, яке було дано саксами, що контактували з південним краєм Скандинавії. Лише з початку 13 ст. щодо західноскандинавських норвезької та ісландської стала вживатися назва norrøn tunga або norrønt mál, самоназва шведської мови зустрічається вперше лише в 14 ст..

## Виокремлення данської мови

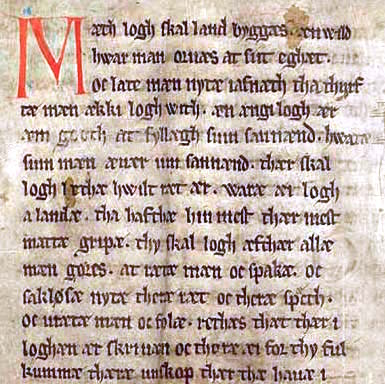
Перша сторінка Codex Holmiensis, 1350 рік

У 9—10 ст. почали з'являтися особливості, що відрізняють данську мову від інших скандинавських мов: частина дифтонгів перейшла в монофтонги (10 ст.); інтервокальні глухі смичні p, t, k перейшли у дзвінкі спіранти (b, d, g), фрикативні. (т. зв. «данський перебій приголосних», 12—13 ст.); зникла довгота приголосних; з'явився поштовх («stød» характерна особливість данської вимови), який замінив музичний наголос (12—13 ст.); чотиривідмінкова система відмінювання була замінена двовідмінковою (називний і родовий), причому пізніше майже зник і родовий; триродова система поступилася місцем двородовій; зникло відмінювання дієслова за особами; словниковий склад поповнився запозиченими словами, особливо з нижньонімецької мови (13-14 ст.). У результаті Реформації розширилася сфера застосування данської мови, і це дуже вплинуло на її розвиток. Зникає зміна дієслова за числами, закріплюється сучасний порядок слів, розвивається синтаксис складного речення, поповнюється словниковий склад, зокрема внаслідок запозичень з німецької, англійської та французької мов. Як в норвезькому ріксмолі і в середньоанглійській, в данській відбувся збіг всіх кінцевих голосних в одному -е, в результаті чого сучасна данська морфологія спростилася майже до рівня англійської. Як і в інших споріднених їй мовах (за винятком ісландської), особливо сильний вплив данська мова зазнала з боку нижньонімецької мови. З усіх скандинавських мов данська найбільшою мірою схильна до інновацій: всі зміни відбувалися в ній раніше і глибше, ніж в інших мовах.

## Найдавніші пам'ятки данською мовою
Найдавніші пам'ятки данської мови, написані молодшими рунами, належать до 9 ст.. Найстаршими пам'ятками латиницею є обласні закони: «Skånske Lov» (1203-22 рр.) «Skånsk Kirkelov», «Valdemars Sjaellandske Lov», «Absalons Sjaellandske Kirkelov», «Jyske Lov» (1241), «Samling af gamle danske Love». У 1495 році вийшла перша друкована книга данською мовою. Деяке оновлення данської мови повела за собою Реформація. Видатним пам'ятником мови цієї епохи є переклад Біблії («Christian III's Bibel»), зроблений зеландською говіркою, яка відтепер і стає панівною в країні як для звичайної розмовної, так і для літературної мови. Інший видатний пам'ятник данської мови середини 16 століття — переклад «Historia Danica» Саксона Граматика. 16 століття було епохою нового занепаду данської мови, оскільки мовою вчених та літераторів була латина, а вищих сфер суспільства — німецька і почасти французька мова. З небагатьох літературних діячів цієї епохи, які працювали над розробкою і вдосконаленням рідної мови, відомі Андерс Арребо, К.Бордінг, Томас Кінго (пом. 1703) і Педер Сюв (дан. Peder Syv). На початку 18 століття настав підйом, ключове місце в якому належить Людвігу Гольбергу (1684-1704), що створив літературну данську мову. Важливу роль у розвитку літературної мови зіграли філософ Ейльшоу, редактор журналу «Spectator» Єнсен Шнедорф, поети І. Г. Вессель (1742-85), І. Евальд (1743-81), І. Баггесен (1764-1826), А. Еленшлегер (1779-1850).
Протягом XVIII та XIX століть розвивався рух за очищення данської мови від варваризмів, які заміняли рівнозначним словом, взятими із загальноскандинавської мови, близьких мов і данських народних говірок.

## Поширення

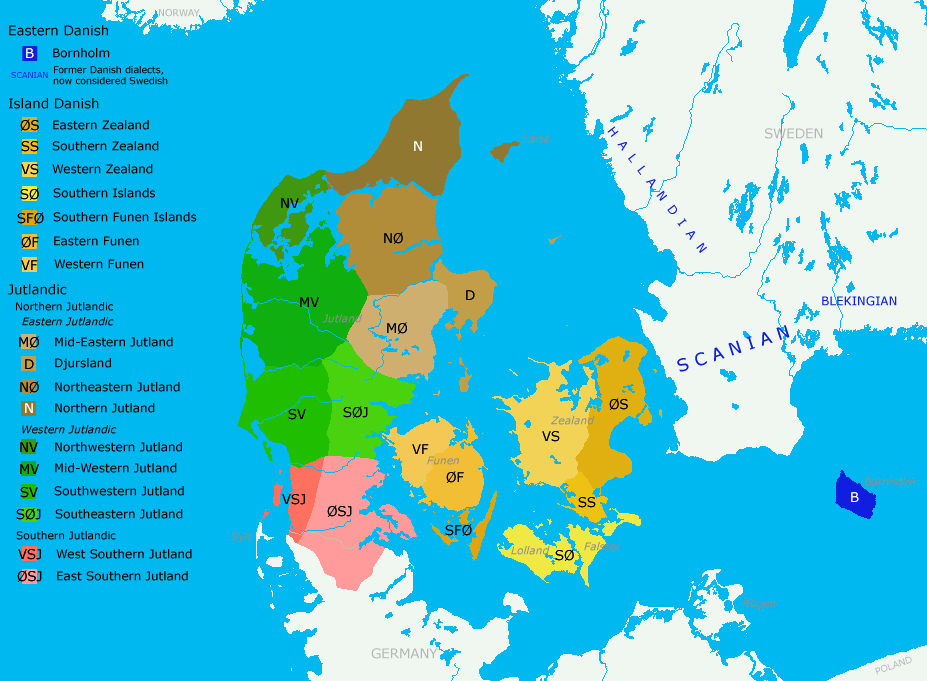
Мапа данських діалектів

Данська мова є офіційною в Данії та однією з офіційних на Фарерських островах. Раніше данською говорили також у Швеції — в областях Сконе, Блекінге і Галланд (до 1658) та в Норвегії (приблизно з 1550 до 1814). Як друга мова данська використовувалася в Ісландії, на Фарерських островах і в Гренландії.
Данською й досі багато читають у всіх згаданих областях, хоча тільки дві останніх з них як і раніше є частиною Данського Королівства. У 1991 5 млн. 100 тис. осіб говорили данською в Данії, і, згідно з данською статистикою, 60 тис. осіб говорили данською в землі Шлезвіг-Гольштейн; на Фарерських островах налічується 47 000 жителів, що говорять данською.

## Діалекти
Данська мова охоплює значну кількість місцевих діалектів, які поділяють на три зони:
- Острівні:
  - зеландський
  - фюнський
  - діалекти південноданських островів
- Західноданські (Ютландські[en]):
  - діалекти Ютландії
- Східні
  - діалекти острова Борнгольм
  - данські діалекти Швеції

Межі діалектів розмиті. Деяку важкість для розуміння іншими являють собою віддалені діалекти Ютландії та Борнгольма.

## Соціолінгвістичні відомості
Данська мова — національна, державна та офіційна мова Данії. Данською мовою щодня виходить 2 млн газет, щороку видається 10 тис. як оригінальних так і перекладених книг. З 7250 годин телетрансляцій на рік половину складають програми данського виробництва, інші подаються з обов'язковими данськими субтитрами.
На Фарерських островах та Гренландії данська мова має рівноправний статус з фарерською та гренландською мовами відповідно. І в Гренландії і на Фарерах данська мова є обов'язковим предметом вивчення в школах. Місцеві газети публікують матеріали данською мовою.
В Ісландії данська мова традиційно вивчається як перша іноземна. Використовується як засіб міжнародного спілкування з носіями інших скандинавських мов.
У ЄС данська мова є однією з офіційних.

## Письмо
В основі данської абетки лежить латиниця. У данській мові є 29 букв. Особливими літерами вважаються Ææ, Øø, Åå. Букви Qq, Ww, Zz трапляються лише в іноземних словах.
| Букви алфавіту | Назви букв |
| -------------- | ---------- |
| Аа             | а'         |
| Bb             | be'        |
| Cc             | se'        |
| Dd             | de'        |
| Ee             | e'         |
| Ff             | εf         |
| Gg             | ge'        |
| Hh             | hɔ'        |
| Ii             | i'         |
| Jj             | jɔð        |
| Kk             | kʰɔ'       |
| Ll             | εl         |
| Mm             | εm         |
| Nn             | εn         |
| Oo             | o'         |
| Pp             | pʰe'       |
| Qq             | kʰu'       |
| Rr             | εɹ         |
| Ss             | εs         |
| Tt             | tʰe'       |
| Uu             | u'         |
| Vv             | ve'        |
| Ww             | dɔbəldve'  |
| Xx             | εgs        |
| Yy             | y'         |
| Zz             | sεd        |
| Ææ             | ε'         |
| Øø             | ø'         |
| Åå             | ɔ'         |

## Приклад
«Заповіт» Т.Шевченка данською мовою (переклав Сергій Халіпов)

| TESTAMENTET Når jeg går fra denne verden I en grav begrav mig Pa en steppe bred og mægtig I mit land Ukrajna, For at jeg de høje bjerge Dale og vindmøller, Kan klart se og høre Hvordan Dnjepr brøler Først når Sorte Hav modtager Blodet af alle fjender Fra Ukrajna… dør jeg. Dale, sletter, bjerge Alt forlader jeg og farer Op til selve Gud jeg. Bed til Gud… men indtil da Kender ingen Gud jeg Så begrav mig og gør oprør, Lænkerne riv sønder Dræb de onde fjender jeres Og bliv frie bønder. Når der blir en ny familie Hvor alle fri kan være Glem nu ej til mig at skænke Milde ord og kære. |

(Джерело: Т. Г. Шевченко, Заповіт мовами народів світу, К., «Наукова думка», 1989)